# هیروهاشی کانه‌ناکا
هیروهاشی کانه‌ناکا (به ژاپنی: 広橋兼仲) یا (به ژاپنی: 勘解由小路 兼仲) (۱۲۴۴–۱۳۰۸) یک کوگیو صاحب منصب وابسته به دربار در دوره کاماکورا بود. وی اوضاع دربار ژاپن را قبل از حمله مغول به ژاپن و درگیری معبد جیمیو و معبد دایکاکو-جی و حوادث مهم دیگر را شخصاً مشاهده کرده و یک سند بسیار مهم از یک شخص وابسته به دولت به نام کانچوکی برجا گذاشته‌است. این کتاب برای شناخت دوره کاماکورا بسیار پرارزش است.